# 性嫌悪
性嫌悪（せいけんお、英語: sexual aversion）とは、性行為あるいは性的な事柄そのものに対して嫌悪感を抱くこと、またはそのような状態のことである。性嫌悪の人すなわち性嫌悪者が嫌悪感を抱く性行為の種類やその程度は様々であり、また性嫌悪の人が嫌悪感を抱く性的な事柄についても、種々の性的表現、性的な情報、他者からの性的視線など多岐にわたっている。

## 用語の区別
性嫌悪者は一般に性的接触を嫌っているという点から、恋愛感情や性的欲求がいずれの性別にも向かわない無性愛者（Aセクシュアル）と混同されることもあるが同一ではない。性嫌悪はどの性別・どの性的指向であっても起こり得るし、無性愛者であっても性嫌悪を伴わない人も存在する。

## 性嫌悪と性嫌悪障害
性嫌悪によって性的伴侶との状態が困難になることを特に性嫌悪障害（または性嫌悪症）といい、これは精神障害の一種として定義されている。
DSM-IV-TRによると、性嫌悪障害は次のように定義付けられている。
A. 性的伴侶との性器による性的接触のすべて（またはほとんどすべて）を、持続的または反復的に極端に嫌悪し回避すること。
B. その障害によって著しい苦痛が生じ、または対人関係が困難になっている。
C. 性機能の不全は（他の性機能不全を除く）他の第1軸障害では上手く説明されない。

性嫌悪という語そのものは医学的な専門用語ではないものの、内容が性嫌悪障害で定義される範囲に限定されない場合に、より広い意味を表す語として用いられている。またこれとは別に、性嫌悪障害や性嫌悪症の略称として性嫌悪という語が用いられることもある。

## 性嫌悪な人の生き方
性嫌悪は仕事や私生活で不都合を生じることもあるが、時間の経過や何らかのきっかけ、あるいは積極的治療によって軽減・解消される可能性もある。性嫌悪障害に限ってみれば全米医師会のセックスセラピーの調査における治癒率は62%程度であるとされる。